# Hans Meeuws

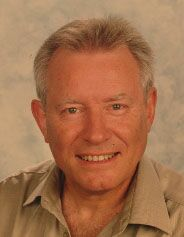
Hans Meeuws

Hans Meeuws (Heerlen, 24 maart 1943) is een Nederlandse componist, schoolmusicus, dirigent, pianist en auteur van kinderboeken.

## Opleiding
Hans Meeuws studeerde piano bij Jan de Man aan het Koninklijk Conservatorium in Den Haag en voltooide zijn hoofdvakstudie piano bij Jean Antonietti aan het Conservatorium van Maastricht. Daarnaast studeerde hij schoolmuziek aan het Haags Conservatorium.

## Docent
Van 1971 tot 2004 was Hans Meeuws als docent muziek verbonden aan het Bisschoppelijk College Broekhin te Roermond. In die hoedanigheid schreef hij de muziek voor verschillende musicals die door docenten en leerlingen van het college onder zijn directie werden uitgevoerd. Enkele voorbeelden hiervan zijn: Kengramin en het Wonder der Tientekens (tekst en muziek Hans Meeuws), Le Grand Meaulnes (naar de gelijknamige roman van Alain-Fournier) en Floris ende Blancefloer (Diederik van Assenede).

## Componist
Hans Meeuws componeert in een gematigd moderne stijl. Zijn composities bestaan hoofdzakelijk uit kamermuziek voor de meest uiteenlopende bezettingen, met daarin vaak een belangrijk vocaal aandeel. Naast instrumentale werken componeert Hans Meeuws veel liederen op Franse, Engelse en Nederlandse teksten voor solostem met begeleiding van piano of kleine instrumentale ensembles, en koorwerken. In 1991 ontving Hans Meeuws de Kiwanis Cultuurprijs voor zijn werk als componist.

## Dirigent
In de jaren 70 van de twintigste eeuw richtte Hans Meeuws een schoolorkest op onder de naam "Schoolorkest Bisschoppelijk College Broekhin", bestaande uit leerlingen van het Bisschoppelijk College Broekhin te Roermond. In de ruim dertig jaar dat Hans Meeuws het schoolorkest leidde en dirigeerde maakte hij met het orkest concertreizen naar onder andere Engeland, Finland, Rusland, Oostenrijk, Frankrijk en Duitsland. Het schoolorkest werd ook ingezet tijdens muziekavonden en musicalproducties in het Bisschoppelijk College Broekhin

## Auteur
In het jaar 1982 debuteerde Hans Meeuws als auteur. Zijn kinderboek “Meneer Piem en de Kalkoen”, met illustraties van Ton Hoogendoorn verscheen bij uitgeverij Kosmos. Het boek, waarin de thema’s vriendschap, reizen en muziek centraal staan, bevat tevens korte muzikale composities van zijn hand.

## Lijst van composities (onvolledig)

### Kamermuziek
- 1964 Negen liederen op teksten van Baudelaire voor sopraan en piano.
- 1966 Twee liederen op tekst van Paul Verlaine voor sopraan en piano.
- 1967 Zes liederen op teksten van Paul Verlaine voor bas en piano.
- 1969 Twee minneliederen op teksten van Henric van Veldeke voor sopraan en blokfluit.
- 1970 Liederen op Nederlandse teksten van onder andere B. Aafjes, Lucebert, A. R. Holst, Constantijn Huygens en Willem van Hildegaardsbergen.
- 1970 Canon voor sopraan en klarinet.
- 1984 Ne finir jamais, liederen op tekst van Francois Mauriac voor sopraan, bas en piano.
- 1985 In the Orchard, op tekst van Robert Friend, sopraan, dwarsfluit, cello en piano.
- 1987 Sinfonietta, driedelig werk voor piano, viool, cello dwarsfluit en blokfluit.
- 1989 Sarabande en Gigue, voor 2 blokfluiten.
- 1990 Premières brumes de septembre, op tekst van Alain-Fournier, sopraan en trombonekwartet.
- 1990 Griegsuite, bewerkingen van een lied en drie lyrische stucke van Edvard Grieg voor sopraan, piano, viool, cello, dwarsfluit en blokfluit.
- 1991 Altazimuth, voor het Daniel Speer Trombone Consort, gecomponeerd in opdracht van het ministerie van onderwijs (ARVO), trombone kwartet.
- 1993 Na de dag, liederencyclus op teksten van Bertus Aafjes, Ida Gerhardt, H. Hoekstra, Lucebert, Adriaan Roland Holst, J. vd Waal, C. Huygens, W. van Hildegaardsbergen, sopraan, 2 blokfluiten, dwarsfluit, viool, cello en piano.
- 1993 Andante promettente, voor cello en piano.
- 1994 Liberté, op tekst van Paul Eluard, gecomponeerd in opdracht van de Gemeente Roermond ter gelegenheid van de viering van de 50-jarige bevrijding van de stad. Solocantate voor sopraan met piano, viool, altviool, cello, dwarsfluit, hobo, klarinet.
- 1995 Balades Mâconnaises, programmatische suite in 5 delen geschreven in opdracht van het Daniel Speer Trombone Consort, trombonekwartet.
- 1995 Black Berry, gecomponeerd in een samenwerkingsverband met de Stichting Limburgse Componisten, saxofoonkwartet.
- 2004 Andante sostenuto, voor twee celli.
- 2005 Mesdagcyclus, vijf miniaturen voor strijkorkest.
- 2008 Ouverture voor de Wahlwiller Passie, concertfuga voor blaasensemble.
- 2009 Promenade 4, variatie op speelmansthema Céphise, voor fluit, altsaxofoon, viool en cello.
- 2010 Zes Fado's, voor basklarinet en bayan.
- 2011 In the Orchard, bewerking voor pianotrio.
- 2013 Drie nostalgische dansen (Pavane, Rumba en Wals), voor pianotrio.
- 2014 Kaddiesj, lied voor bariton en piano op tekst van Paul van der Goor.

### Werken voor piano solo
- 1966 Sonatine voor piano op de notennamen e - b - b - a
- 1968 Twee sonatines voor Henny
- 1969 Pavane
- 1982 - 1990 Zes sonatines voor Paul
- 1993 Twaalf preludes
- 1998 Sonatine voor Saar
- 1998 Zeven Morgenmelodieën, cyclus voor piano.
- 2002 Zijweg naar vroeger (Twee impromptus)
- 2011 24 miniaturen voor piano, 1e bundel
- 2012 6 miniaturen voor piano, voor Kjok Tjan
- 2012 6 Fado's voor piano, voor Paul
- 2013 6 easy pieces voor piano vierhandig
- 2015 24 miniaturen voor piano, 2e bundel

### Werken voor Koor
- 1974 Dies es Letitie, driestemmige (kerst)canon voor koor.
- 1986 Acht Psalmen, voor gemengd koor in Nederlandse vertaling van Ad Bronkhorst, gecomponeerd in opdracht van de Universiteit voor Theologie en Pastoraat te Heerlen, meerstemmig gemengd koor a capella.
- 1987 Stolat, Pools verjaardagslied voor vierstemmig gemengd koor.
- 1990 Twaalf Psalmen, voor gemengd koor in Nederlandse vertaling van Ad Bronkhorst, gecomponeerd in opdracht van de Universiteit voor Theologie en Pastoraat te Heerlen, meerstemmig gemengd koor a capella.
- 1996 Canticum Novum, psalm 95 op Latijnse tekst. Meerstemmig gemengd koor met groot orgel.
- 1998 Aldegundismis, Kyrie, Gloria, Sanctus/Benedictus en Agnus Dei, meerstemmig gemengd koor en orgel.
- 1998 Als U met ons, lied voor kerkzang met orgel op tekst van Piet van der Bruggen.
- 2003 8 Afrikaanse liederen, bewerkingen van originele Afrikaanse songs, meerstemmig gemengd koor met keyboard, elektrische gitaar, basgitaar en slagwerk.
- 2005 La Semaison, 10 koorliederen op tekst van Philippe Jaccottet, meerstemmig gemengd koor.
- 2005 Aimer n'est point un crime, bewerkingen van zes Franse volksliedjes en één eigen compositie op oorspronkelijke Franse tekst, meerstemmig gemengd koor.
- 2014 Ein Licht das leuchten will, kerstlied op originele Duitse tekst voor tweestemmig gemengd koor.
- 2015 Auf, Hirten, höret an, kerstlied voor driestemmig gemengd koor.

### Musical en Muziektheater
- 1980 Kengramin en het Wonder der Tientekens, toneelstuk van Hans Meeuws met begeleidende muziek voor solostemmen, koor en orkest.
- 1987 Floris ende Blancefloer, toneelstuk naar de gelijknamige roman van Diederik van Assenede, vrije bewerking door Tijs Dorenbosch, voor solostemmen, koor en orkest.
- 1992 Antigone, toneelliederen op teksten van Tijs Dorenbosch naar de Nederlandse vertaling van Pé Hawinkels van het gelijknamige toneel van Sophocles, mannenkoor, dwarsfluit en gitaar
- 1993 Le Grand Meaulnes, Musical op tekst van Tijs Dorenbosch naar de gelijknamige roman van Alain-Fournier, zangsoli, koor, combo en schoolorkest.
- 1996 Biarritz, Musical op tekst van Tijs Dorenbosch naar een verhaal uit Speak, Memory van Vladimir Nabokov, zangsoli, koor, combo en schoolorkest.
- 2000 De Revisor, Musical op tekst van Tijs Dorenbosch naar het gelijknamige toneelstuk van Nikolaj Gogol, zangsoli, koor, combo en schoolorkest.

### Werken voor Fanfare-orkest
- 1996 Concertmars, fanfare.
- 1996 That's the way it is, bewerking van gelijknamige song, fanfare.

### Werken voor blaasorkest (variabele bezetting)
- 1971 Canonische danssuite, voor blazers.
- 1975 Once upon a time in Brookhin, ouverture voor blazers.
- 1981 Broekhinmars, voor blazers.
- 2008 Ouverture Wahlwiller Passie, fuga a 4 voci voor blazers.

### Werken voor carillon
- 2006 Remuuns keteerke, drie urenmelodieën voor carillon.
- 2013 Carillonstuk op de naam Tineke

### Werken voor orgel
- 1987 Largo, Moderato, Adagio en Andante, vier stukken voor orgel.

## Discografie
- 1986 Leven sterker dan de dood (lp), acht psalmen uitgevoerd door het koor van de Universiteit voor Theologie en Pastoraat onder leiding van Lei Meulenberg.
- 1988 Roermond musiceert (lp), "In the orchard", voor sopraan, piano, cello en blokfluit, uitgevoerd door het Anderson Ensemble met Henny Tonnaer, sopraan.
- 1990 Gij kent mij (cd), twaalf psalmen uitgevoerd door het koor van de Universiteit voor Theologie en Pastoraat onder leiding van Lei Meulenberg.

- Nederlandse Thesaurus van Auteursnamen: 069066310
- Virtual International Authority File: 281688458